# Preu brut d'un bo

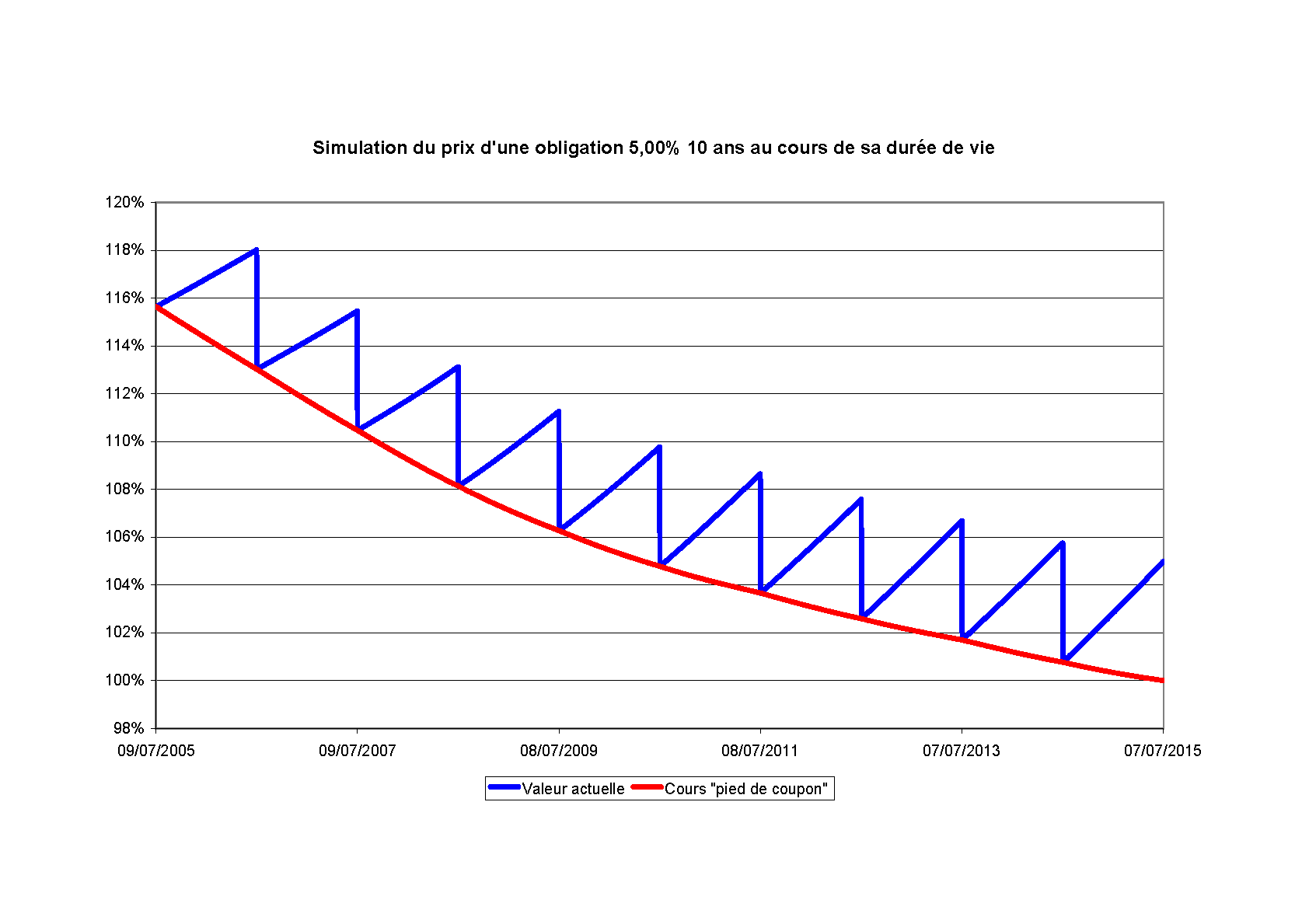
Comparació en l'evolució de la cotització del preu brut i del preu ex-cupó d'un bo

El preu brut d'un bo o preu complet (en anglès: Dirty price, Full price o All in price) és el preu de mercat d'un bo que, a diferència del preu ex-cupó d'un bo, inclou el cupó corregut. Generalment s'expressa com a valor de 100 a la par.
Els bons, així com d'altres instruments financers de renda fixa, paguen cupons als tenedors dels bons -bonistes- en uns terminis regulars per compensar-los el valor temporal del diner. Un cop efectuat un pagament d'un bo en la data determinada, comença a transcórrer el temps, generalment semi-anualment, durant el qual el següent cupó es va meritant, fins que arribat novament el termini es fa efectiu el següent cupó. En aquest termini, generalment 6 mesos, el preu brut del bo va incorporant, dia rere dia, la part del cupó meritat, que és el que es coneix com a cupó corregut, provocant que si es representa gràficament el preu d'un bo, aquest tingui forma de serra. Per contra, si es resta del preu de cotització d'un bo el cupó corregut, s'obté el preu ex-cupó. La valoració del cupó corregut es fa basant-se en l'any comercial, la rendibilitat a nominal del cupó, i el nombre de dies que manquen perquè es faci efectiu el següent pagament. Els preus de cotització dels bons en el mercats són preus ex-cupó

## Exemple
Un bo corporatiu té una rendibilitat a nominal de cupó del 7,2%, que és abonat trimestralment (4 cops l'any), els dies 15 de gener, abril, juliol i octubre. Té un nominal de 1000 € i el preu corrent de mercat és 985,50 €, essent avui 25 de gener. Utilitza l'any comercial 30/360. En aquest cas, l'anterior pagament de cupó fou el 15 de gener, de manera que el cupó corregut acumula interessos de 10 dies, tq. [1.000 € x 0.072 x (10 dies/360 dies)] = 2 €. Com que el preu brut s'expressa com a valor de 100 a la par, aquest serà de 98.55, dels quals si s'extreuen el 2 € del cupó corregut, s'obtindrà el preu ex-cupó de cotització, 98.35.
| Term              | Value    |
| ----------------- | -------- |
| Par value         | 1.000'00 |
| Full market value | 985'50 € |
| Dirty price       | 98'55    |
| Accrued interest  | 2'00 €   |
| Flat market value | 983'50 € |
| Clean price       | 98'35    |